# Codeso (Boqueijón)
Codeso (llamada oficialmente Santaia de Codeso) es una parroquia española del municipio de Boqueijón, en la provincia de La Coruña, Galicia. 

## Otras denominaciones
La parroquia también es conocida por el nombre de Santa Eulalia de Codeso o por Santa Baia de Codeso.

## Entidades de población
Entidades de población que forman parte de la parroquia:
- A Devesa
- A Granxola
- A Pichina
- A Raíña
- Ardesende
- Casaldesuso
- Casalvieito (Casalbieito)
- Engas
- Outeiro (O Outeiro)
- Santaya (Santaia)

## Demografía
| Gráfica de evolución demográfica de Codeso entre 2000 y 2018 |
|                                                              |
| Datos según el nomenclátor publicado por el INE.             |